# كيث آموس
كيث آموس (بالإنجليزية: Keith Amos)‏ (13 يناير 1932 في المملكة المتحدة - ) هو لاعب كرة قدم بريطاني في مركز حراسة المرمى. لعب مع نادي أرسنال ونادي كيدرمينستر هاريرز لكرة القدم ونادي ألدرشوت.